# Haochen Zhang
Haochen Zhang (chinois :张昊辰; pinyin : zhāng hàochén) (né le 3 juin 1990) est un pianiste chinois de Shanghai , Chine.